# 1941 a vasúti közlekedésben
Ez a szócikk a 1941-ben történt vasúti eseményeket mutatja be.

## Események Magyarországon
- április - A bácska-baranyai háromszög, a Muravidék és a Muraköz vasútvonalait a MÁV hálózatához kapcsolták.[1]